# Куценко, Александр Сергеевич
Александр Сергеевич Куценко (1940 — 4 сентября 2012, Тула, Российская Федерация) — советский и российский музыкант, на протяжении более 20 лет возглавлявший ВИА «Электрон», Заслуженный артист Российской Федерации (1996).

## Биография
С 1966 г. — в Тульской областной филармонии, являлся артистом-инструменталистом (виброфон) джазового оркестра под управлением Анатолия Кролла. Становился лауреатом I Международного джазового конкурса, проходившем в Таллине. В 1969 г. основал и более 20 лет возглавлял вокально-инструментальный ансамбль «Электрон», который успешно гастролировал по городам СССР и стран социалистического содружества. Творческая жизнь пересекалась с такими музыкантами как В.Токарев, И.Кантюков, Ю.Генбачев.
В 1990-е гг. работал музыкальным руководителем ансамбля при Тульском Государственном хоре, а в последние годы создавал аранжировки для многих коллективов и солистов Тульской областной филармонии и многих музыкантов г. Тулы.